# Perseguint la Betty
Perseguint la Betty (títol original en anglès: Nurse Betty) és una pel·lícula germano-americana dirigida per Neil LaBute, estrenada el 2000 i doblada al català

## Argument
Cambrera en un restaurant situat en una petita ciutat texana, Betty sempre ha somiat en ser infermera. Intenta oblidar la seva vida mediocre mirant el seu fulletó preferit, «Amor i passió», on l'heroi, el doctor David Ravell, li fa una forta impressió. Però una nit, Betty assisteix a l'homicidi del seu marit masclista per dos truans. En situació de xoc, es refugia en l'univers de la seva sèrie favorita i intenta negar el que ha vist. Persuadida que és verdaderament infermera, marxa a buscar el seu amor de sempre, el doctor Ravell.

## Repartiment
- Morgan Freeman: Charlie
- Renée Zellweger: Betty Sizemore
- Chris Rock: Wesley
- Greg Kinnear: Dr. David Ravell/George McCord
- Aaron Eckhart: Del Sizemore
- Tia Texada: Rosa Hernandez
- Crispin Glover: Roy Ostery
- Pruitt Taylor Vince: Xèrif Eldon Ballard
- Allison Janney: Lyla Branch
- Kathleen Wilhoite: Sue Ann Rogers
- Elizabeth Mitchell: Chloe Jensen
- Susan Barnes: Darlene
- Harriet Sansom Harris: Ellen
- Sung Hi Lee: Jasmine
- Laird Macintosh: Dr. Lonnie Walsh/Eric

## Premis i nominacions

### Premis
- 2000. Millor guió al Festival de Cannes
- 2000. Globus d'Or a la millor actriu musical o còmica per a Renée Zellweger

## Nominacions
- 2000. Palma d'Or